# Emanuil Karalis
Emanuil Karalis (gr. Εμμανουήλ Καραλής; ur. 20 października 1999 w Atenach) – grecki lekkoatleta specjalizujący się w skoku o tyczce.
W 2015 zdobył brązowy medal mistrzostw świata juniorów młodszych w Cali. 
13 lutego 2016 w Pireusie pokonał poprzeczkę na wysokości 5,53 ustanawiając nowy nieoficjalny rekord świata juniorów młodszych w hali. Niecały miesiąc później w Jabloncu nad Nysą skoczył na wysokość 5,54, poprawiając własny rekord o 1 centymetr.
20 maja 2016 roku w Ostrawie skoczył 5,55 m, ustanawiając nieoficjalny rekord świata juniorów młodszych na otwartym stadionie.
Na początku 2017 zajął 11. miejsce na halowych mistrzostwach Europy w Belgradzie. Kilka miesięcy później na eliminacjach zakończył udział podczas rozgrywanych w Londynie mistrzostwach świata.
Stawał na podium mistrzostw Bałkanów. Medalista mistrzostw Grecji oraz reprezentant kraju na drużynowych mistrzostwach Europy.
Rekordy życiowe: stadion – 6,08 (2 sierpnia 2025, Wolos) 3. wynik w historii światowej lekkoatletyki; hala – 6,05 (22 marca 2025, Nankin) 5. wynik w historii światowej lekkoatletyki. Obydwa rezultaty Karalisa są aktualnymi rekordami Grecji.
Halowy rekordzista świata juniorów młodszych (5,54 w 2016).

## Osiągnięcia
| Rok  | Impreza                                 | Miejsce    | Pozycja           | Wynik |
| ---- | --------------------------------------- | ---------- | ----------------- | ----- |
| 2015 | Mistrzostwa świata juniorów młodszych   | Cali       | 3. miejsce        | 4,95  |
| 2016 | Mistrzostwa Europy juniorów młodszych   | Tbilisi    | 1. miejsce        | 5,45  |
| 2016 | Mistrzostwa świata juniorów             | Bydgoszcz  | 4. miejsce        | 5,40  |
| 2017 | Halowe mistrzostwa Europy               | Belgrad    | 11. miejsce       | 5,50  |
| 2017 | Mistrzostwa Europy juniorów             | Grosseto   | el. –             | NM    |
| 2017 | Mistrzostwa świata                      | Londyn     | el. – 21. miejsce | 5,45  |
| 2018 | Halowe mistrzostwa świata               | Birmingham | 5. miejsce        | 5,80  |
| 2019 | Halowe mistrzostwa Europy               | Glasgow    | 4. miejsce        | 5,65  |
| 2019 | Młodzieżowe mistrzostwa Europy          | Gävle      | 2. miejsce        | 5,60  |
| 2019 | Mistrzostwa świata                      | Doha       | el. – 15. miejsce | 5,60  |
| 2021 | Igrzyska olimpijskie                    | Tokio      | 4. miejsce        | 5,80  |
| 2022 | Mistrzostwa świata                      | Eugene     | el. – 22. miejsce | 5,50  |
| 2022 | Mistrzostwa Europy                      | Monachium  | el. – 13. miejsce | 5,50  |
| 2023 | Halowe mistrzostwa Europy               | Stambuł    | 2. miejsce        | 5,80  |
| 2023 | I dywizja drużynowych mistrzostw Europy | Chorzów    | 2. miejsce        | 5,80  |
| 2023 | Mistrzostwa świata                      | Budapeszt  | el. –             | NM    |
| 2024 | Halowe mistrzostwa świata               | Glasgow    | 3. miejsce        | 5,85  |
| 2024 | Mistrzostwa Europy                      | Rzym       | 2. miejsce        | 5,87  |
| 2024 | Igrzyska olimpijskie                    | Paryż      | 3. miejsce        | 5,90  |
| 2025 | Halowe mistrzostwa Europy               | Apeldoorn  | 1. miejsce        | 5,90  |
| 2025 | Halowe mistrzostwa świata               | Nankin     | 2. miejsce        | 6,05  |
| 2025 | I dywizja drużynowych mistrzostw Europy | Madryt     | –                 | DNS   |